# Mahnmal

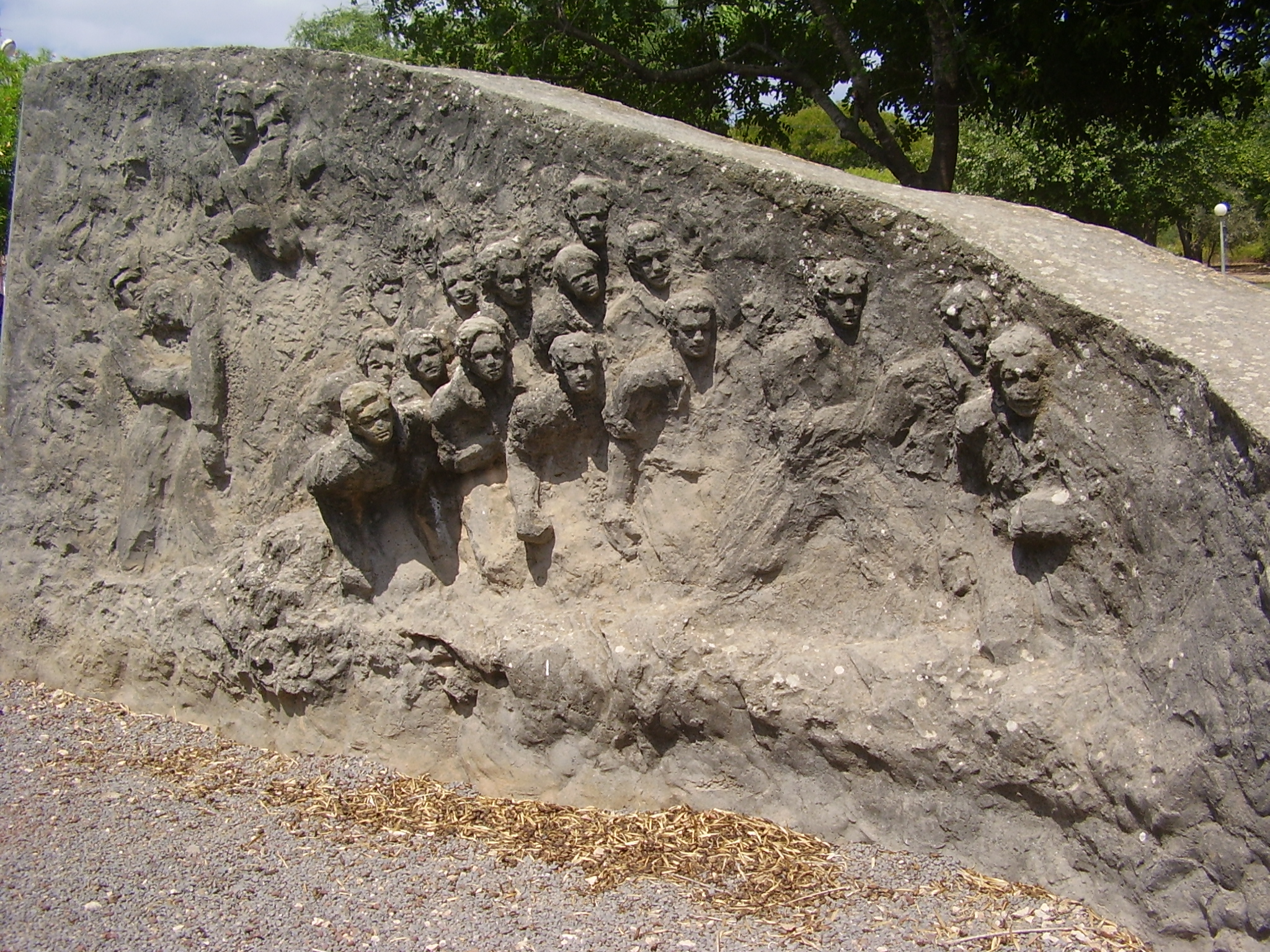
Mahnmal von Batia Lychansky im Kibbuz Bet-Keshet

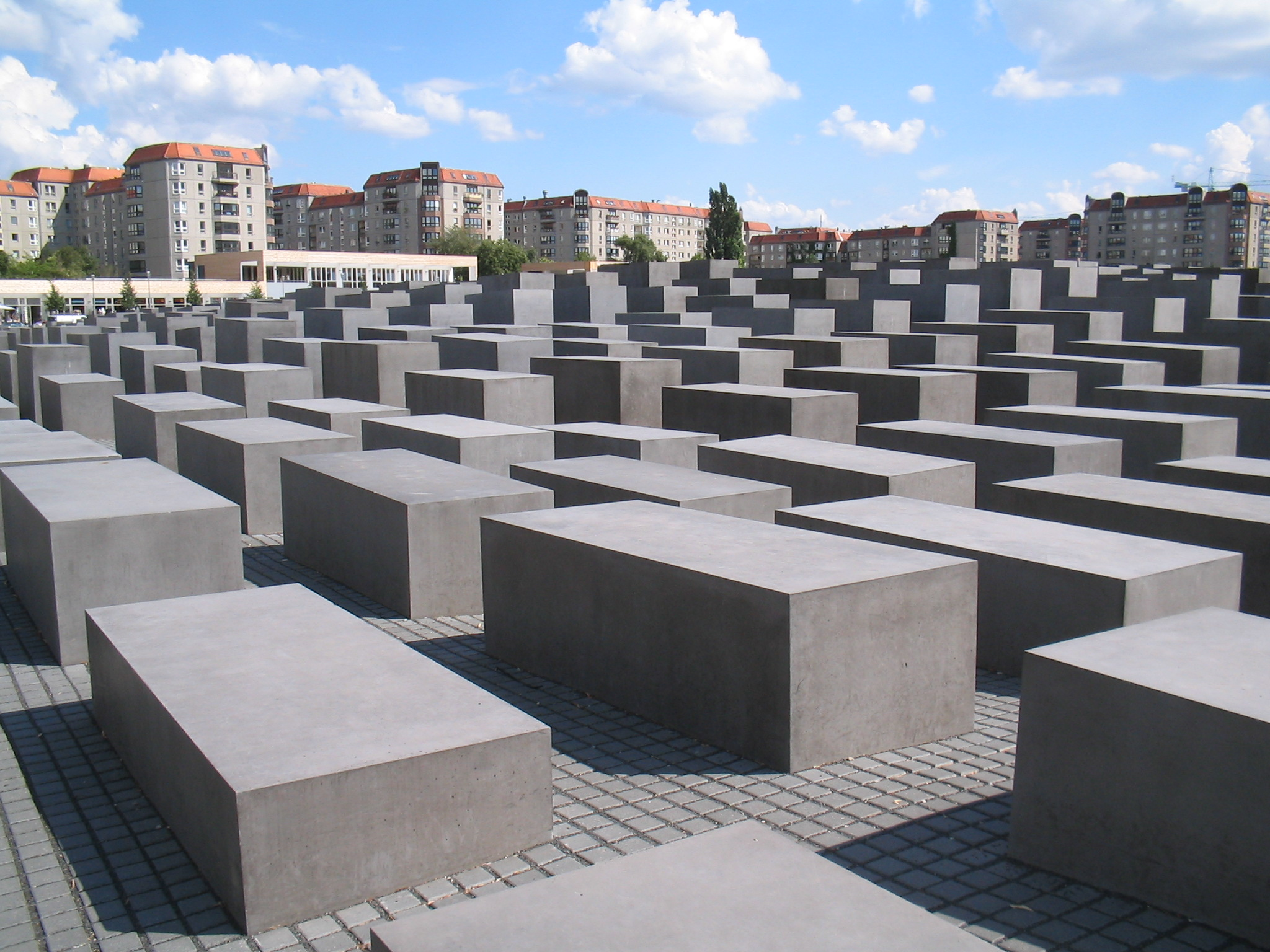
Holocaust-Mahnmal (Berlin)

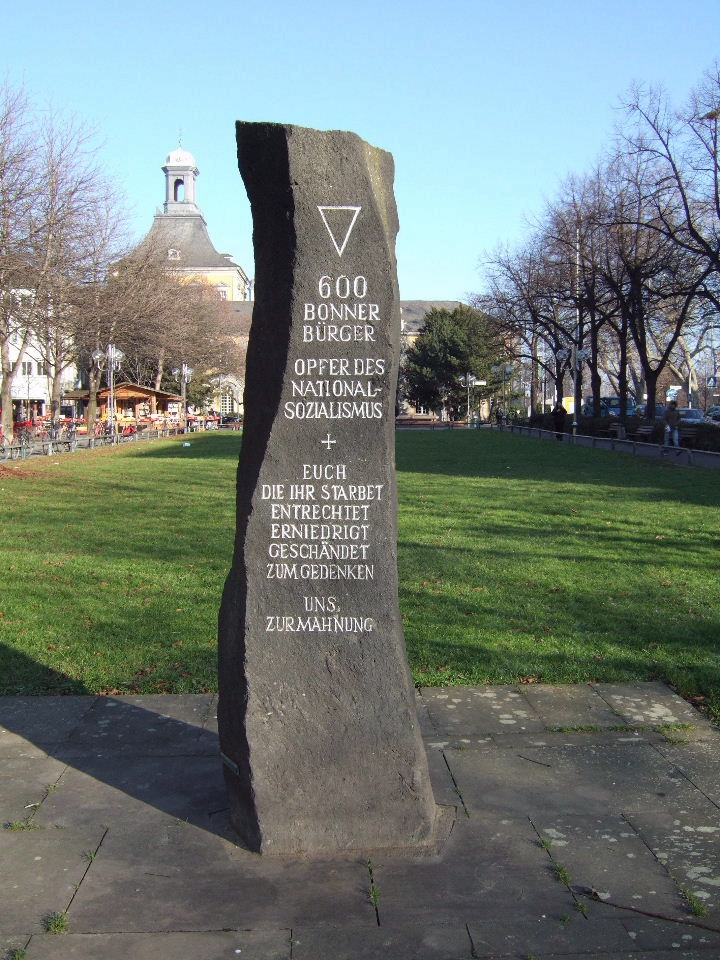
Mahnmal für die Bonner Opfer des Nationalsozialismus

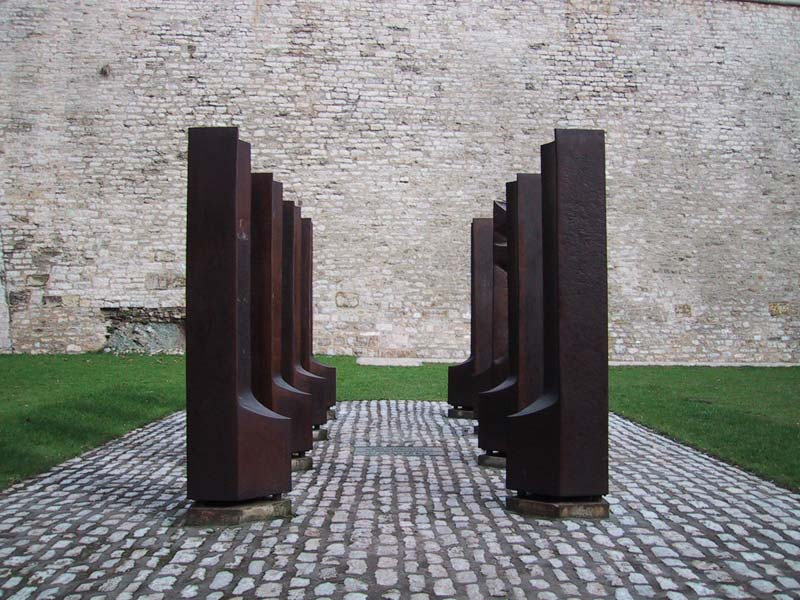
Mahnmal für den unbekannten Wehrmachtsdeserteur (errichtet 1995) auf dem Petersberg in Erfurt

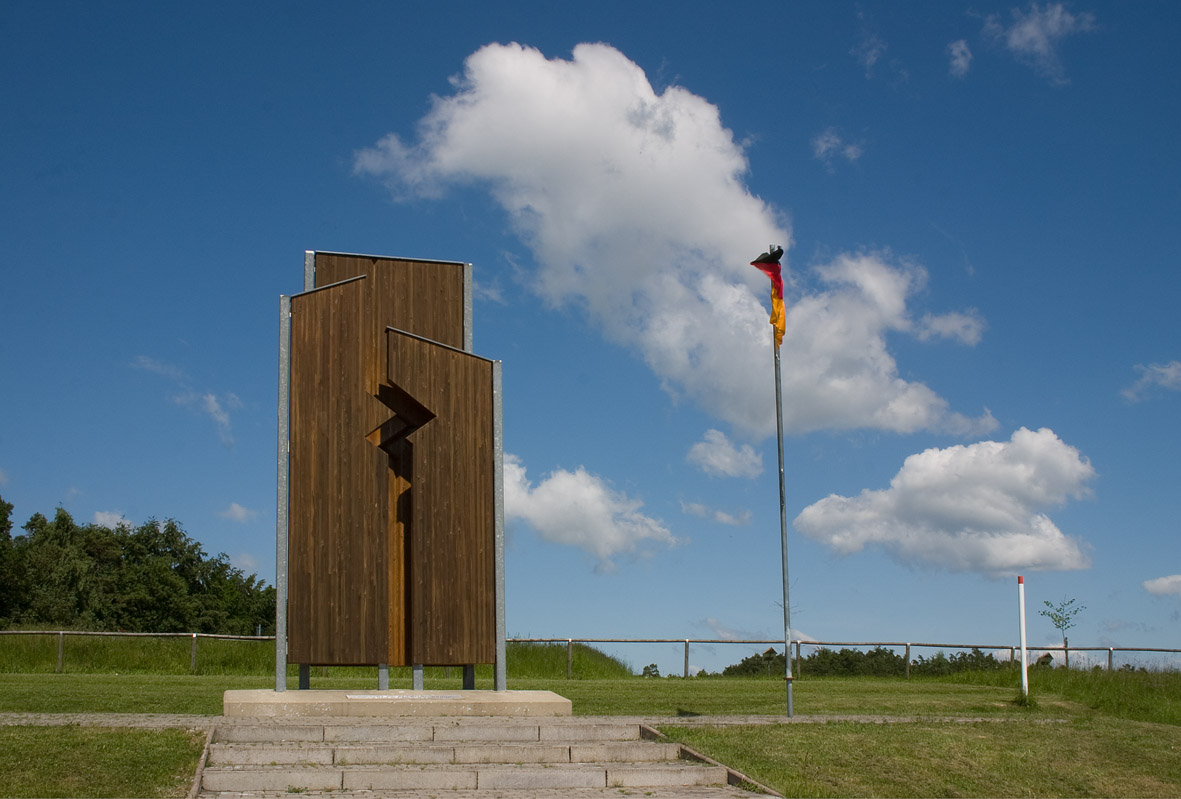
Mahnmal an der ehemaligen Innerdeutschen Grenze bei Point Alpha

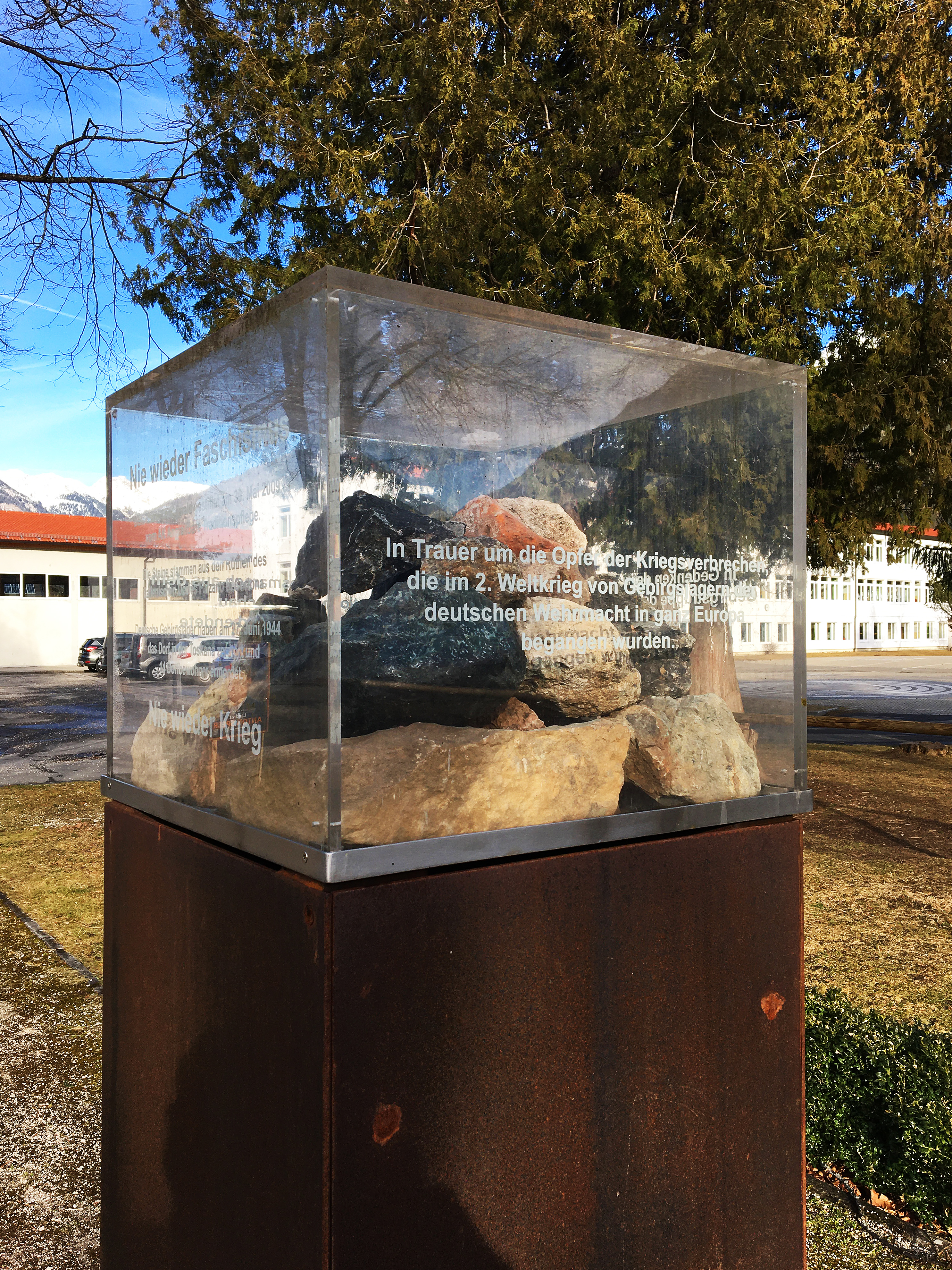
Mahnmal gegen Krieg und Faschismus in Mittenwald

Ein Mahnmal ist eine Spezialform des Denkmals, das durch seine öffentliche Präsenz mahnend an ein historisches Ereignis erinnern soll. Mahnmale sollen im Betrachter Betroffenheit erzeugen und das Erinnern über die Generationen hinweg tradieren.
Mahnmale können künstlerisch gestaltet sein (z. B. das Holocaust-Mahnmal in Berlin), oder aber aus einem Objekt bestehen, das ursprünglich einem anderen Zweck diente und nach dem Ereignis, an welches erinnert werden soll, zum Mahnmal umgewidmet wurde (z. B. Kriegstrümmer). Ein Beispiel für die letztere Kategorie ist die Kaiser-Wilhelm-Gedächtniskirche in Berlin, die als Ruine konserviert wurde und bewusst an die Gründe ihrer Zerstörung erinnern soll.
Komplexere Anlagen dieser Art, wie die Überreste der Konzentrationslager aus der Zeit des Nationalsozialismus, werden eher als Gedenkstätten bezeichnet.

## Beispiele für Mahnmale

### Mahnmale zur Verfolgungspolitik im Nationalsozialismus
Deutschland
- Denkmal für die ermordeten Juden Europas (Holocaust-Denkmal) in Berlin
- Denkmal für die im Nationalsozialismus verfolgten Homosexuellen in Berlin
- Denkmal für die im Nationalsozialismus ermordeten Sinti und Roma Europas in Berlin
- Treblinka in Berlin-Charlottenburg, Mahnmal von Vadim Sidur für die Opfer des östlich von Warschau gelegenen Vernichtungslagers, in dem mehr als 900.000 Juden ermordet wurden.[1]
- Fenster des Himmels / Irrstern, zweiteiliges Mahnmal zum Gedenken an die Opfer der NS-Psychiatrie in Bremen, auf dem Gelände des Klinikums Bremen-Ost
- Mahnmal Feld des Jammers bei Bretzenheim
- Mahnmal im KZ Buchenwald (auf dem Ettersberg bei Weimar)
- Mahnmal Homosexuellenverfolgung in Frankfurt am Main
- Mahnmal für die ermordeten Juden Hannovers
- Dokumentations- und Kulturzentrum Deutscher Sinti und Roma in Heidelberg
- Mahn- und Gedenkstätte Karlshagen
- Mahnmal für die Opfer des Nationalsozialismus in Koblenz
- Mahnmal für die schwulen und lesbischen Opfer des Nationalsozialismus in Köln
- Europäische Holocaustgedenkstätte in Landsberg am Lech
- Glaskubus in Mannheim
- Mahnmal gegen Krieg und Faschismus in Mittenwald
- Mahnmal für die ermordeten Juden Badens  in Neckarzimmern
- Mahnmal für die Zwangsarbeiter während des Nationalsozialismus in Nürnberg
- Mahn- und Gedenkstätte Ravensbrück (in Fürstenberg/Havel)
- Gedenkstätte Nordenstadt in Wiesbaden
- Mahnmal für die deportierten Sinti Würzburgs am Paradeplatz in Würzburg
- Mahnmal zum „Entjudungsinstitut“ in Eisenach
- Mahnmal zur Erinnerung an die Bücherverbrennung

Österreich
- Aspangbahnhof in Wien, zu den Deportationen 1941 und 1942
- Mahnstein gegen Krieg und Faschismus vor dem Geburtshaus von Adolf Hitler in Braunau am Inn
- Mahnmal gegen Krieg und Faschismus in Wien
- Mahnmal für die österreichischen jüdischen Opfer der Shoa am Judenplatz in Wien

Deutschland und weitere europäische Länder
- Stolpersteine. Ein Kunstprojekt für Europa des Künstlers Gunter Demnig

## Mahnmale für die Opfer des Sowjetkommunismus
- Solowezki-Stein in Moskau

### Mahnmale gegen den Krieg
- Neue Wache in Berlin
- Kaiser-Wilhelm-Gedächtniskirche in Berlin
- Heimkehrer-Dankeskirche in Bochum
- Kirche St. Nicolai in Hamburg
- Aegidienkirche in Hannover
- Hiroshima-Hain in Hannover
- Sakristeiruine der Lambertikirche in Hildesheim
- St. Christoph (Mainz)
- Hospitalkirche in Stuttgart
- Siegestor in München
- Golm auf Usedom
- Äußeres Burgtor in Wien
- Handelskammergebäude in Hiroshima

### Weitere Mahnmale
- Deutsches Eck in Koblenz: Das ursprüngliche wilhelminische Denkmal für die deutsche Reichsgründung 1871 wurde 1953 bis 1990 in ein Mahnmal für die Deutsche Einheit umgewidmet; nachdem es durch die Wiedervereinigung diese Bedeutung verloren hatte, wurde das im Zweiten Weltkrieg zerstörte Reiterstandbild im Jahre 1993 durch eine Nachbildung ersetzt.
- Wir haben Gesichter: Im Mai 2005 wurde im Viktoriapark in Berlin ein Mahnmal aufgestellt, das an alle Frauen gedenken soll, die Opfer einer Vergewaltigung wurden. Am Ort des Mahnmals wurde 2002 eine Frau von zwei Männern überfallen und vergewaltigt. Die Statue ist Teil einer Aktion „Wir haben Gesichter“.[2]